# Abhaynagar
Abhaynagar (en bengalí: অভয়নগর) es una localidad de Bangladés, en la división de Khulna, zila de Jessore. 

## Demografía
Según estimación 2010 contaba con 129 569 habitantes.